# Vlad Mixich
Vlad Mixich este un medic român și publicist. A fost desemnat de Parlamentul European ca expert independent în board-ul Agenției Europene pentru Sănătate și Securitate în Muncă EU-OSHA și este membru ales în consiliul director al Alianței Europene de Sănătate Publică. A deținut funcția de vicepreședinte la Agenția Națională a Medicamentului și a Dispozitivelor Medicale în guvernul Dacian Cioloș.

## Educație
A absolvit Universitatea de Medicină și Farmacie din Timișoara și un masterat în politici de sănătate în cadrul universității London School of Economics and Political Science. A câștigat mai multe burse internaționale în domeniul politicilor de sănătate, printre care Eisenhower Fellowship și Humphrey-Fulbright Fellowship. 

## Cariera
A lucrat ca jurnalist pentru Deutsche Welle și Hotnews și a realizat o emisiune matinală de educație medicală la postul DIGI 24. Este autorul mai multor investigații în domeniul medical, semnalând lipsele repetate de medicamente din România sau corupția din instituțiile oficiale din sistemul medical românesc. 
Începând cu 2015 a devenit activ în politicile de sănătate și economia sănătății, lucrând ca expert internațional în mai multe țări europene și în Statele Unite. Din poziția de Vicepreședinte al Agenției Naționale a Medicamentului și Dispozitivelor Medicale, a contribuit și coordonat la realizarea unor platforme și mecanisme de sesizare a crizelor de medicamente, a unei platforme online de raportare a efectelor adverse ale medicamentelor și a îmbunătățirii mecanismului de evaluare a tehnologiilor medicale în România.  
A publicat la editura Humanitas volumul "Fanaticii. Portretele a zece oameni cu vocație", în care realizează o serie de portrete ale unor personalități din România precum Monica Macovei, Raed Arafat sau Cristina Neagu.
Este un susținător declarat al vaccinării și a luat de mai multe ori poziții publice explicând beneficiile medicale ale vaccinării. 
În 2018, a declarat că Agenția Națională a Medicamentului și Dispozitivelor Medicale poate deveni victima unor "scandaluri similare celui de la Institutul Cantacuzino sau Hexi Pharma" din cauza politicii deficitare de resurse umane. 